# Ravine Fabre
Ravine Fabre ist ein kurzer Fluss an der Ostküste von Dominica im Parish Saint Patrick.

## Geographie
Die Ravine Fabre entspringt an einem südlichen Ausläufer von Foundland, dem Fabre Hill und verläuft nach Süden. Bereits nach wenigen hundert Metern mündet er bei Retireau in den Atlantik.
Der nächste benachbarte Fluss im Norden ist der Savane River. Und nach Westen schließt sich die Ravine Caca an.